# Siempelkamp Giesserei
Die Siempelkamp Giesserei GmbH ist eine Eisengießerei mit Sitz in Krefeld. Sie befindet sich vollständig im Besitz der G. Siempelkamp GmbH & Co. KG.
Das Unternehmen sieht sich selbst als eine der größten Handformgießereien weltweit. Es hat sich auf die Herstellung von Groß-, Schwer- und Schwerstgussteilen aus Gusseisen mit Kugelgraphit und Lamellengraphit spezialisiert.

## Geschichte
Die Siempelkamp Giesserei GmbH wurde 1902 als „Siempelkamp’sche Eisen- und Metallgießerei“ gegründet. Sie entstand aus der Maschinenfabrik des Unternehmensgründers Gerhard Siempelkamp, der 1883 mit Heizplatten für die Textilindustrie begann und sich später auf die Herstellung von Maschinen und Gießereitechnologie spezialisierte.
Nach dem Tod von Gerhard Siempelkamp übernahmen seine Söhne Ewald und Eugen das Unternehmen. In den 1930er Jahren baute die Siempelkamp-Pressenabteilung ihre Marktführerschaft im Bereich der Sperrholzproduktion und der Bau von Pressenstraßen für Faserplatten aus. Gleichzeitig stieg das Unternehmen in die Metallumformung ein.
Nach dem Zweiten Weltkrieg gelang den Brüdern der Wiederaufbau. Siempelkamp lieferte in den folgenden Jahrzehnten Komplettanlagen zur Herstellung von Spanplatten. Die Gießerei entwickelte sich zu einem Spezialisten für Sphäroguss und erschloss sich den Markt der Nukleartechnik. Die Werkstoffeigenschaften der Großgussteile aus Gusseisen mit Kugelgraphit und Lamellengraphit, eignen sich besonders für hochbelastete Industrieanwendungen, etwa im Maschinenbau, in der Energieumwandlung, der Rohstoffaufbereitung sowie im Anlagen- und Fahrzeugbau.

## Unternehmensprofil
Die Siempelkamp Giesserei GmbH ist heute eine der weltweit größten Handformgießereien. Sie hat sich auf die Herstellung handgeformter Großgussteile bis zu 320 Tonnen aus Gusseisen mit Kugelgraphit spezialisiert und gehört mit einer Gussmenge von rund 60.000 Tonnen pro Jahr sowie über 400 Mitarbeitenden zu den größten Handformgießereien der Welt. Das Unternehmen bedient internationale Märkte und beliefert Kunden aus den Bereichen Maschinenbau, Pressentechnologie, Rohstoffaufbereitung und Energieumwandlung.

## Weltrekorde in der Gießtechnik
Die Siempelkamp Giesserei hat nach eigenen Angaben mehrfach Weltrekorde im Bereich des Großgusses aufgestellt:
- 1983: 168 t schwerer Rahmen für eine 4000-t-Schmiedepresse
- 1987: 188 t Laufholm für eine 15.000-t-Umformpresse
- 1991: 195 t Mahlschüssel für ein Zementwerk in Indonesien
- 1998: 260 t Abguss einer Mahlschüssel aus fünf Pfannen gleichzeitig
- 2009: 270 t Oberholm für eine Richtpresse
- 2010: 283 t Abguss eines Oberholms
- 2013: 320 t Unterholm für eine 12.500-t-Gesenkschmiedepresse – aktuell gültiger Weltrekord

Zusätzlich wurde 2015 ein Querbalken mit einer Länge von 23,5 m und einem Gewicht von 120 t gegossen, der als längstes Gussteil aus Gusseisen mit Kugelgraphit gilt.

## Auszeichnungen
- Wichtigster Mittelständler Deutschlands (Rang 3.079)[7]
- Krisensicherstes Unternehmen (Rang 234, Süddeutsche Zeitung)[8]
- Aurel-Billstein-Award: IG Metall zeichnet Geschäftsführung der Siempelkamp Giesserei aus[9][10]
- Größte berührungslose Robotermesszelle der Welt[11]